# Oxyepoecus daguerrei
Oxyepoecus daguerrei és una espècie de formiga de la subfamília dels mirmicins. És endèmica de l'Argentina. Apareix com a espècie vulnerable en la Llista Vermella de la UICN.